# Diocese de Frederico Westphalen
A Diocese de Frederico Westphalen (Dioecesis Vestphaleniana) é uma divisão territorial da Igreja Católica no estado do Rio Grande do Sul.

## Municípios
É composta pelas paróquias de 56 municípios: Frederico Westphalen, Alpestre, Ametista do Sul, Planalto, Rio dos Índios, Nonoai, Gramado dos Loureiros, Trindade do Sul, Três Palmeiras, Iraí, Cristal do Sul, Pinhal, Seberi, Erval Seco, Dois Irmãos das Missões, Rodeio Bonito, Novo Tiradentes, Liberato Salzano, Engenho Velho, Constantina, Novo Xingu, Sagrada Família, São José das Missões, São Pedro das Missões, Jaboticaba, Lajeado do Bugre, Boa Vista das Missões, Palmeira das Missões, Novo Barreiro, Coronel Bicaco, Santo Augusto, Redentora, Braga, Campo Novo, São Valério do Sul, Sede Nova, Humaitá, São Martinho, Crissiumal, Nova Candelária, Tiradentes do Sul, Esperança do Sul, Três Passos, Bom Progresso, Miraguaí, Tenente Portela, Vista Gaúcha, Barra do Guarita, Derrubadas, Palmitinho, Vista Alegre, Taquaruçu do Sul, Pinheirinho do Vale, Caiçara e Vicente Dutra.

## Bispos
|        | Nome                        | Período   | Notas                          |
| Bispos | Bispos                      | Bispos    | Bispos                         |
| ------ | --------------------------- | --------- | ------------------------------ |
| 4º     | Antônio Carlos Rossi Keller | 2008-     |                                |
| 3º     | Zeno Hastenteufel           | 2001-2007 | Nomeado bispo de Novo Hamburgo |
| 2º     | Bruno Maldaner              | 1971-2001 |                                |
| 1º     | João Aloysio Hoffmann       | 1962-1971 | Nomeado bispo de Erechim       |